# Sheena Dickson
Sheena Dickson (* 2. Januar 1982 in Penticton, British Columbia) ist eine kanadische Fußballschiedsrichterin.
Von 2013 bis 2020 stand Dickson auf der Liste der FIFA-Schiedsrichter und leitete internationale Fußballpartien.
Beim CONCACAF Women’s Gold Cup 2014 leitete Dickson zwei Spiele, darunter das Halbfinale zwischen den Vereinigten Staaten und Mexiko (3:0).